# 계몽이란 무엇인가에 대한 답변
〈계몽이란 무엇인가에 대한 답변〉(독일어: Beantwortung der Frage: Was ist Aufklärung?)은 철학자 이마누엘 칸트의 1784년 에세이이다. 《베를린 월보》 12월호에 실린 이 공개기고문은 1년 전 같은 신문에 기고된 성직자 요한 프리드리히 쵤너(Johann Friedrich Zöllner)의 "계몽이란 무엇인가?"라는 질문에 대한 칸트의 답이었다. 칸트는 이 논고에서 오늘날까지도 통용되는 계몽에 대한 그의 고전적 정의를 제시한다. 칸트에 따르면 계몽이란 타인에 의존하는 미성년상태에서 벗어나 스스로 지성을 사용하는 것이며, 계몽이 확대되기 위해서는 이성을 공적으로 사용할 수 있는 자유가 보장되어야 한다.

## 배경
계몽잡지《베를린 월보》(Berlinische Monatsschrift) 1783년 9월호에는 월보의 공편자 요한 에리히 비스터(Johann Erich Biester)라 추정되는 익명의 인물 "E. v. K."가 쓴 〈성직자들이 결혼의 진행에 더 이상 관여하지 말 것을 제안함〉이라는 이단적 제목의 글이 게재되었다. 이 글은 계몽의 시대에 결혼이라는 개인생활에 대한 종교적 간섭은 불필요하다고 주장한다.
이에 대한 반론으로 《베를린 월보》1783년 12월호에는 베를린의 개신교 목사 요한 프리드리히 쵤너의 글 〈혼인을 장래에 종교로 축성하지 않는 것이 권할 일인가?〉가 기고됐다. 그는 종교의식을 생략한 세속 결혼식의 폐습이 '계몽'이라는 이름 하에 성행한다고 한탄하면서, 글의 각주에서 근본적으로 "계몽이란 무엇인가?"라는 도발적인 질문을 제기한다.
계몽이란 무엇인가? 이 질문은 진리란 무엇인가라는 물음만큼이나 중요하며, 계몽을 시작하기 전에 이미 답변되었어야 한다! 그런데 아직도 나는 이 질문이 답변된 것을 어디서도 발견할 수 없다!

쵤너는 이 질문을 통하여 계몽운동이 이미 10년간 지속되었음에도 계몽에 대한 단일한 정의조차 부재하다는 사실을 간접적으로 지적했다. 이로써 소위 계몽논쟁이 시작되었는데, 이 논쟁은 철학사, 특히 프로이센의 철학사에서 매우 중요하고 결실이 많은 것이었다. 《베를린 월보》 1784년 9월호에는 철학자 모제스 멘델스존이 질문에 대한 답변으로 〈무엇이 계몽이라 불리는가라는 질문에 대하여〉라는 글을 기고했다. 두 달 후 12월호엔 이마누엘 칸트의 〈계몽이란 무엇인가에 대한 답변〉이라는 글이 게재되었다. 나중에 글의 마지막 부분에 추가된 각주에서 칸트는 그가 모제스 멘델스존의 글을 아직 읽지 못했으며, 만약 읽었다면 자신의 글을 보류했을 것이라 적었다.

## 내용
글의 첫머리에서 칸트는 다음과 같이 계몽을 정의하고 있다.
계몽이란 인간이 스스로 책임져야 할 미성년상태에서 벗어나는 것이다. 미성년상태란 다른 사람의 지도 없이 자신의 지성을 이용하지 못하는 상태이다. 미성년상태를 스스로 책임져야 하는 것은, 그 원인이 지성의 부족에 있는 것이 아니라 다른 사람의 지도 없이 지성을 사용하려는 결단과 용기의 부족에 있는 경우이다. 그러므로 과감히 알려고 하라(Sapere aude)! 너 자신의 지성을 사용할 용기를 가져라! 하는 것은 계몽의 표어이다.

칸트는 계몽을 "미성년상태(Unmündigkeit)에서 벗어나는 것"이라 하며, 미성년상태는 "다른 사람의 지도 없이 자신의 지성을 사용하지 못하는 상태"라 정의한다. 이때 독일어 "Unmündigkeit"는 입을 의미하는 "Mund"가 어원인 단어로, 법적으로 성년에 도달하지 못한 나이인 미성년을 가리키는 것이 아니라 스스로 자기 목소리를 내지 못하는 의존적 상태를 의미한다. 칸트의 도덕철학은 자율성 개념을 바탕으로 하고 있으며, 자율적으로 이성을 사용하는 계몽된 상태와 타율적으로 타인에 의존하는 미성년상태의 구분은 중요한 위치를 차지한다. 후에 쓴 글 〈사유 안에서 방향 정하기란 무엇인가〉(독일어: Was heißt: Sich im Denken orientiren)에서 칸트는 계몽을 더 간단하게 정의하는데, "언제나 스스로 생각하라는 격률이 계몽이다."
칸트는 대다수의 사람들이 스스로 지성을 사용하지 못하고 교회나 군주 등 사회제도의 지도에 안주하고 있다고 비판하며, 이들이 미성년상태의 굴레를 벗지 못하는 이유는 자율성을 발휘하려는 용기와 결단이 부족하기 때문이라고 주장한다. 미성년상태에 오래 머물수록 지성을 사용하는 "자유로운 운동에 익숙해 있지 않"게 되기 때문에 "천성이 되다시피 한 미성년상태에서 벗어나는 것은 매우 어려운 일이다."
인간이 지적인 의존상태에서 벗어나 성숙하고 자율적인 개인으로 거듭나기 위하여 가장 중요한 것은 자유이다. 칸트는 "민중에게 자유만 허용된다면 계몽은 거의 확실히 이루어질 수 있다"고 본다. 특히 칸트가 강조하는 것은 이성을 공적으로 사용할 자유이다.
칸트는 이성의 공적인 사용을 이성의 사적인 사용과 구분한다. 이성의 사적인 사용이란 인간이 "그에게 맡겨진 어떤 시민적 지위나 공직에서" 이성을 사용하는 것으로, 현실의 직분을 다하기 위해 공동체의 일원으로서 의무적으로 사고하는 것을 말한다. 반면 이성의 공적인 사용이란 사적인 지위나 공직에서가 아니라 "학자로서" 공개적으로 이성을 사용하는 것으로, 현실의 직무와 지위를 초월한 '세계시민'의 위치에서 자유로운 개인으로서 스스로 사고하는 것을 말한다. 사적인 의무를 거부하는 것은 공동체의 질서를 무너뜨릴 수 있기에 칸트는 "이성의 사적인 사용은 종종 매우 좁게 제한될 수도 있다"고 보지만, 그럼에도 "이성의 공적인 사용은 언제나 자유롭지 않으면 안 된다"고 주장한다. 가령 장교는 근무중엔 자신의 신념에 반하더라도 장교로서의 의무를 다하기 위해 상급자의 명령을 수행해야 하지만(이성의 사적인 사용), 자유로운 개인으로서 병역에 대한 자신의 신념을 대중 앞에서 발표할 자유(이성의 공적인 사용)는 보장되어야 한다. 성직자도 신도 앞에서 강론하는 직무를 다할 때는 교리대로 가르쳐야 할 의무가 있지만(이성의 사적인 사용), "학자로서 저술을 통해 대중 앞에 널리 자신의 견해를 피력할 경우, 자신의 이성을 사용하여 자신의 인격으로 말할 수 있는 무제한의 자유를 향유한다."(이성의 공적인 사용) 칸트는 "사고 방식의 참된 개혁은 혁명에 의해 성취되기는 어려울 것"이라 하여 현실의 사적 의무를 거부하는 행위에 부정적 견해를 표하는 한편, "이성의 공적인 사용만이 인류에게 계몽을 가져올 수 있다"고 주장한다.
시적 의무를 다하는 한도 내에서 이성을 공적으로 사용할 무제한적 자유가 성립한다는 칸트의 입장은 프리드리히 대왕의 "무엇에 대해서든 너희들이 원하는 만큼 따져보되, 다만 복종하라!"(독일어: Räsonnirt so viel ihr wollt, und worüber ihr wollt; nur gehorcht!)라는 말로 요약된다. 칸트는 프리드리히 대왕을 계몽군주로 칭송하며, 그가 통치하는 자신이 살고 있는 시대는 아직 "계몽된 시대"(독일어: aufgeklärtes Zeitalter)는 아니지만 계몽이 진행중인 "계몽의 시대"(독일어: Zeitalter der Aufklärung)라고 본다.

## 영향
칸트가 제시한 계몽과 자율적 개인의 이상은 근대를 관통하는 자유주의의 표상이 되었다. 프랑스 철학자 미셸 푸코는 1984년 칸트의 글이 출간된 200주년을 맞아 같은 제목의 에세이 〈계몽이란 무엇인가?〉(프랑스어: Qu'est-ce que les Lumières?)를 출간하여, 계몽이라는 관념의 근대성을 비판적으로 성찰하며 계몽의 탈근대적 의미를 모색한다.

## 같이 보기
- 계몽주의
- 이성

## 참고 문헌
- {{{reference}}}
- 김옥경 (2007). “개인권에 대한 요구 수용의 문제 -롤스, 샌들, 칸트의 개인 개념을 중심으로”. 《칸트연구》 (한국칸트학회) 19: 77-100.
- 김용대 (2007). “계몽이란 무엇인가? -멘델스존과 칸트의 계몽개념”. 《독일어문학》 (한국독일어문학회) 37: 21-42.
- 허경 (2010). “미셸 푸코의 ‘근대’와 ‘계몽’”. 《근대철학》 (서양근대철학회) 5: 5-37.